# Cimitero del Buceo
Il cimitero del Buceo è un cimitero di Montevideo, in Uruguay. È stato fondato nel 1872. 
Si trova nel barrio del Buceo, vicino alle rive del Rio de la Plata. Nelle vicinanze si trova il cimitero britannico.

## Personalità sepolte nel cimitero
- Rafael Barradas (1890-1929) pittore
- Esteban Echeverría (1805–1851) scrittore, poeta e personaggio politico
- Pedro Cubilla (1933–2007) calciatore professionista e allenatore
- Juan José de Amézaga (1881–1956) Presidente dell'Uruguay
- Juan Pablo Rebella (1974–2006) regista cinematografico
- Juan Alberto Schiaffino (1925–2002) calciatore
- Luisel Ramos (1984-2006) modella